# Phare de Point Arena
Le phare de Point Arena est un phare qui est situé au nord de Point Arena, dans Comté de Mendocino (État de la Californie), aux États-Unis. Le phare dispose d'un petit musée et une boutique de cadeaux. Des visites guidées du phare ainsi que des visites autoguidées du parc sont disponibles tous les jours.
Ce phare est géré par la Garde côtière américaine, et les phares de l'État de Californie sont entretenues par le District 11 de la Garde côtière .
Il est enregistré au California Historical Landmark sous le n°1035. Il est inscrit au Registre national des lieux historiques depuis le 16 juillet 1991 .

## Histoire

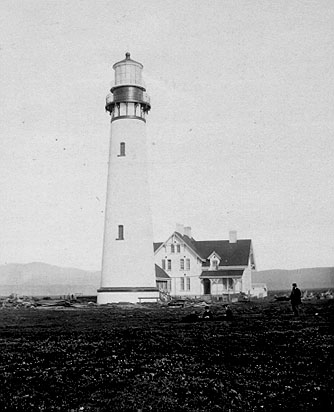
Ancien phare

Le premier européen arrivé à Point Arena fut l'espagnol Bartolomé Ferrer en 1543, qui l'appela Cabo de Fortunas (cap des fortunes). Le cap fut rebaptisé Punta Delgado, en 1775, par le lieutenant Juan Francisco de la Bodega y Quadra (commandant de la goélette Sonora), membre d'une expédition royale affrétée par le gouvernement du Mexique pour cartographier la côte nord de la Haute-Californie. Plus tard, le cap et la petite ville portuaire au sud de celui-ci, ont été appelés Barra de Arena, puis Point Arena. Point Arena est une péninsule étroite sablonneuse qui mesure 800 m et cette barre de sable crée un danger naturel pour la navigation, d'où la nécessité d'un phare et d'un signal de brouillard.

### Le premier phare
Le premier phare a été construit en 1870. La tour conique en maçonnerie comprenait un balcon en fer forgé et une grande résidence de gardien avec suffisamment d'espace pour abriter plusieurs familles. En avril 1906, un tremblement de terre dévastateur a frappé le phare. La résidence du gardien et le phare ont été endommagés si sévèrement qu'ils ont dû être démolis.

### Le phare actuel
L' United States Lighthouse Service a passé un contrat avec une société basée à San Francisco pour construire un nouveau phare sur le site, et a précisé qu'il devait être en mesure de résister à de futurs séismes. L'entreprise choisie, qui construit normalement des cheminées d'usine, a réalisé le phare en béton armé, ce explique la conception finale du nouveau Phare de Point Arena.
Le nouveau phare a été mis en service en 1908, près de 18 mois après le séisme. Il fut équipé d'une lentille de Fresnel de 1er ordre, de près de 2 m de diamètre et pesant plus de six tonnes. L'objectif était composé de 666 prismes en verre fondu à la main, tous orientés en trois séries de doubles bulles. Ce sont ces bullseyes qui ont donné au Phare sa caractéristique lumineuse unique de deux éclairs toutes les six secondes. Cet incroyable système optique, d'une valeur estimative de plus de 3,5 millions de dollars, a été installé dans un cadre en laiton massif et a été construit en France.
Avant l'introduction de l'électricité, la lentille était tournée par un mécanisme d'horlogerie. Les gardiens devaient manœuvrer à la main un poids de 160 livres le long de l'axe central du phare toutes les 75 minutes pour que l'objectif tourne. La lumière était produite par une lampe à huile, qui devait être ravitaillée toutes les quatre heures et dont les mèches devaient être coupées régulièrement. Plus tard, deux lampes électriques de 1.000 watts ont été installées pour remplacer la lampe à huile. Un moteur électrique de 1/8 cheval-vapeur a été installé pour remplacer les mécanismes d'horlogerie.
En 1978, le signal de brouillard d'origine à la station a été réduit au silence, et une bouée à cloche a été placée à proximité. En juin 1977, l'installation d'une balise automatique sur le balcon a mis fin à l'historique lentille de Fresnel. À l'époque, la lentille était la seule lumière flottante au mercure qui existait encore dans le douzième district de la Garde côtière des États-Unis. La première balise a été remplacée par une lumière rotative moderne qui incorpore les principes de Fresnel pour la projection efficace de la lumière.

### Gestion
En 1984, une organisation à but non lucratif appelée Point Arena Lighthouse Keepers  a acquis la station  dans le cadre d'un bail foncier de 25 ans de l'US Coast Guard et du Département des Transports des États-Unis. En novembre 2000, le groupe à but non lucratif est devenu le propriétaire officiel du bien en raison de son action de préservation historique et de ses efforts éducatifs. Les visites quotidiennes, les ventes de boutiques de cadeaux, les abonnements et la location des logements historiques des gardiens comme maisons de vacances, procurent les revenus pour la continuation de la préservation du site, et les mises à niveau des installations et les activités éducatives.

### Aires marines protégées
La réserve marine d'État de Point Arena et l'aire marine du conservatoire d'État de Point Arena sont deux aires marines protégées qui s'étendent au large de Point Arena. Tout comme les parcs sous-marins, ces aires marines protégées aident à préserver la faune et les écosystèmes marins.

## Description
C'est une tour cylindrique de 35 m de haut, avec galerie et lanterne, montée sur une  haute base circulaire. Il émet maintenant, à une hauteur focale de 47 m, un éclat blanc toutes les 15 secondes grâce à une balise de type DCB-224 (en). Sa portée nominale est de 25 milles nautiques (environ 46 km).
Identifiant : ARLHS : USA-611 - Amirauté : G4358 - USCG : 6-0420.

## caractéristique duFeu maritime
Fréquence : 15 secondes (W)
- Lumière : 1 seconde
- Obscurité : 14 secondes

|                                         |
| Le phare de Point Arena en Janvier 2024 |

|             |
| La lanterne |

|                                |
| L'ancienne lentille de Fresnel |

### Lien connexe
- Liste des phares de la Californie